# Austriackie Forum Kultury w Warszawie
Austriackie Forum Kultury w Warszawie (Österreichisches Kulturforum Warschau) – instytucja promocji kultury austriackiej w Warszawie.
Instytucję powołano w 1965 pod nazwą Czytelni Austriackiej (Österreichische Lesesaal), w 1973 przekształconą w Austriacki Instytut Kultury (Österreichisches Kulturinstitut). W 1997 rozpoczęto restrukturyzację austriackiej służby promocji kultury powierzając naukę języka wydzielonemu podmiotowi gospodarczemu – Instytutowi Austriackiemu (Österreich Institut Warszawa Sp. z o.o.). W 2001 pozostałą część Instytutu, zajmującą się promocją kultury przekształcono w nowo utworzone Austriackie Forum Kultury (Österreichisches Kulturforum).

## Siedziba
Znajdowała się przy ul. Próżnej 8 (1966–1991), od 2013 przy ul. Próżnej 7/9.